# Con nhà siêu giàu châu Á
Con nhà siêu giàu châu Á (tựa gốc tiếng Anh: Crazy Rich Asians) là một bộ phim điện ảnh Mỹ thuộc thể loại hài – lãng mạn ra mắt vào năm 2018 do Jon M. Chu làm đạo diễn, dựa trên cuốn tiểu thuyết cùng tên của Kevin Kwan. Với sự tham gia diễn xuất của các diễn viên gồm Constance Wu, Henry Golding, Gemma Chan, Awkwafina, Lisa Lu, Ken Jeong và Dương Tử Quỳnh, tác phẩm theo chân Rachel Chu – một cô gái người Mỹ gốc Á đến Singapore để gặp mặt gia đình bạn trai và bất ngờ trước sự giàu có của gia đình anh.
Con nhà siêu giàu châu Á được Warner Bros. phát hành tại Mỹ vào ngày 15 tháng 8 năm 2018 và tại Việt Nam vào ngày 14 tháng 9 cùng năm. Đây là phim điện ảnh đầu tiên của Hollywood với dàn diễn viên đều là người châu Á kể từ The Joy Luck Club (1993).

## Diễn viên
- Constance Wu trong vai Rachel Chu (Chu Thụy Thu),[4] bạn gái của Nick và là con gái của Kerry.
- Henry Golding trong vai Nick Young, bạn trai của Rachel và là con trai của Phillip và Eleanor.[5][6]
- Gemma Chan trong vai Astrid Leong-Teo (Lương Trương), là một nhà thiết kế thời trang có tiếng và là chị họ của Nick.[7]
- Awkwafina trong vai Goh Peik Lin (Cao Bội Lâm), bạn của Rachel, con gái của Wye Mun.[8]
- Lisa Lu trong vai Shang Su Yi (Thương Thục Di), bà của Nick.
- Ken Jeong trong vai Goh Wye Mun[9](Cao Vỹ Môn), cha của Peik Lin.
- Dương Tử Quỳnh trong vai Eleanor Sung-Young (Dương Ái Lê), mẹ của Nick và là vợ của Phillip.[10]
- Nico Santos trong vai Oliver T'sien, anh họ thứ hai của Nick.
- Ronny Chieng trong vai Eddie Cheng (Eddie Tiền), anh họ cả của Nick và Astrid.[11]